# Triple saut masculin aux Jeux olympiques de 1900
Pour un article plus général, voir Athlétisme aux Jeux olympiques de 1900.
Navigation
Athènes 1896 Saint-Louis 1904
L'épreuve du triple saut masculin aux Jeux olympiques de 1900 s'est déroulée le 16 juillet 1900 à la Croix-Catelan à Paris, en France. Elle est remportée par l'Américain Meyer Prinstein.

## Résultats
| Rang               | Athlète           | Pays            | Distance | Notes |
| ------------------ | ----------------- | --------------- | -------- | ----- |
| Médaille d'or      | Meyer Prinstein   | États-Unis      | 14,47 m  | OR    |
| Médaille d'argent  | James Connolly    | États-Unis      | 13,97 m  |       |
| Médaille de bronze | Lewis Sheldon     | États-Unis      | 13,64 m  |       |
| 4                  | Patrick Leahy     | Grande-Bretagne | Inconnu  |       |
| 5                  | Albert Delannoy   | France          | Inconnu  |       |
| 6                  | Alexandre Tuffèri | France          | Inconnu  |       |
| 7–13               | Daniel Horton     | États-Unis      | Inconnu  |       |
| 7–13               | Frank Jarvis      | États-Unis      | Inconnu  |       |
| 7–13               | Pál Koppán        | Hongrie         | Inconnu  |       |
| 7–13               | Eric Lemming      | Suède           | Inconnu  |       |
| 7–13               | John McLean       | États-Unis      | Inconnu  |       |
| 7–13               | Karl Staaf        | Suède           | Inconnu  |       |
| 7–13               | Waldemar Steffen  | Allemagne       | Inconnu  |       |